# 里斯本 (路易斯安那州)
里斯本（英語：Lisbon），是美国路易斯安那州下属的一座村镇。根据2010年美国人口普查，该市有人口185人。建置上，属于“village”。